# トレーラーパークボーイズ
『トレイラーパークボーイズ』（英語：Trailer Park Boys）は2001年から2007年（シーズン1～7）までカナダのショーケース（Showcase）で放送された、ハリファックスのトレーラーパークを舞台にしたテレビドラマ。監督・脚本はマイク・クラッテンバーグ。
2014年からNetflixが続編となるシーズン8以降のシリーズを製作・配信しており、2019年のシーズン13・2020年のシーズン14はアニメーションとなった。また、スピンオフとして「欧州編」「アメリカ編」も製作されており、日本語版も存在する。
映画４作（原題：Trailer Park Boys: The Movie他）とクリスマススペシャル番組も製作されているが、日本語版はない。

## 概要
トレイラーパークボーイズはカナダ、オーストラリア、イギリス、スペイン、アイルランド、アイスランド、ニュージーランド、イスラエル、オランダ、デンマーク、ポルトガル、ドイツ、フィンランド、アメリカ、そしてポーランドで放送されている。日本ではNetflixで配信されている(2016年1月)
トレーラーパークを描くTVドキュメンタリーの撮影隊が撮影しているという設定で、番組が進む。

## 登場人物

### レギュラー
- ジュリアン（Julian）- 演：ジョン・ポール・トレンブレイ（John Paul Tremblay）

サニーヴェイルトレイラーパークで育ち、刑務所で本を読むことにより、友達のリッキーとバブルズよりも頭が良くなった男。常に黒いTシャツを身につけ、キューバ・リブレを持ち歩いている。
- リッキー（Ricky）- 演：ロブ・ウェルズ（Robb Wells）

小さいころからサニーヴェイルトレイラーパークでマリファナを売り、刑務所でわざわざ本を読まないことにしたジュリアンの子供時代からの親友。上質のマリファナ栽培にかけては非凡な才能がある。ルーシーのボーイフレンド。トリニティの父。
- バブルス（Bubbles）- 演：マイク・スミス（Mike Smith）

サニーヴェイルトレイラーパークで育った、ジュリアンとリッキーの幼なじみで親友。ブ厚い眼鏡をかけ、ネコをこよなく愛する。オタク的なキャラクターだが、ギターを弾きながら歌うのも得意。
- ルーシー（Lucy）- 演：ルーシー・デクーティアー（Lucy Decoutere）

リッキーのガールフレンド。トリニティの母。高校時代からジュリアンに気がある。
- トリニティ（Trinity）- 演：ジェアナ・ハリソン＝スタインハート（Jeanna Harrison-Steinhart）

ルーシーの娘。父親はリッキーであるはずだ、が…
- サラ（Sarah）- 演：サラ・ダンズワース（Sarah E. Dunsworth)

ルーシーの高校時代からの親友。ルーシーとしばしば起業する他、コーリー、トレヴァー、ジェイコブを保護することが多い。
- レイ（Ray）- 演：バリー・ダン（Barrie Dunn）

リッキーの父。昔トラックの運転手をしていた。厳格なカルヴァン主義者。脚の障害を偽って生活保護を受けている。
- ジム・レーヒー（Jim Lahey）- 演：ジョン・ダンズワース（John Dunsworth）

サニーヴェイルトレイラーパークの管理人。酒癖が悪い元警察官。トレイラーパークでしばしば問題を起こすジュリアン、リッキー、バブルスとは敵対している。元妻はバーバラ。トリーナという娘がいる。
シーズン13で死亡し（ジョン・ダンズワース自身が2017年に死去したため）、ランディの幻覚の中にのみ登場するようになる。
- バーバラ（バーブ）・レーヒー（Barbara Lahey）- 演：シェリー・トンプソン（Shelley Thompson）

ジム・レーヒーの元妻で、サニーヴェイルトレイラーパークの所有者。
- トリーナ・レーヒー（Treena Lahey）- 演：エレン・ペイジ（Ellen Page）

ジム・レーヒーの娘。リッキーと仲良くなり、10年生（日本の高校一年に相当）をパスできるように尽力する。第二シーズンのみ登場。
- ランディ（Randy）- 演：パトリック・ローチ（Patrick Roach）

サニーヴェイル・トレイラーパークの管理人助手。巨大な太鼓腹がトレードマーク。シャツを着ることを嫌い、常に上半身裸で登場する。チーズバーガーが好物。
- J-ロック（J-Roc）- 演：ジョナサン・トーレンス（Jonathan Torrens）

母と同居する白人ラッパー。黒人英語を使う。タイローンと常に行動を共にしている。本名はジェイミー。
- タイローン（Tyrone）- 演：タイローン・パーソンズ（Tyrone Parsons）

J-ロックのマネージャー。
- コーリー（Cory）- 演：コーリー・ボウルズ（Cory Bowles）

常にトレヴァーと行動を共にする。リッキーとジュリアンの使い走りを務めることが多い。
- トレヴァー（Trevor）- 演：マイケル・ジャクソン（Michael Jackson）

常にコーリーと行動を共にする。リッキーとジュリアンの使い走りを務めることが多い。
- サイラス（Cyrus）- 演：バーナード・ロビショー（Bernard Robichaud）

第一シーズン第一話で、ジュリアンとリッキーが服役中に、サニーヴェイル・トレイラーパークを牛耳っていた乱暴者。ジュリアンとリッキーにより追い出され、二人の宿敵になる。
- フィラデルフィア・コリンズ（Philadelphia Collins）- 演：リチャード・コリンズ (Richard Collins)

通称フィル・コリンズ。Tシャツからはみ出る巨大な太鼓腹がトレードマーク。腹に物があたるとげっぷをする。ジェイコブ・コリンズ、トーマス・コリンズという息子がいる。
- トーマス・コリンズ（Thomas Collins）- 演：マイク・オニール（Mike O'Neill）

通称トム・コリンズ。フィル・コリンズの息子で、ジェイコブの兄。テンションが高い男。
- ジェイコブ・コリンズ（Jacob Collins）- 演：ジェイコブ・ロルフ (Jacob Rolfe)

フィル・コリンズの息子。トム・コリンズの弟。コンビニエンスストアに勤務している。
- サム・ロスコ（Sam Losco）- 演：サム・タラスコ（Sam Tarasco）

獣医。リッキーの銃創を手当したことで、獣医師免許を失う。

### カメオ出演
- アレックス・ライフソン

シーズン3に登場。ラッシュの大ファンのバブルスを慰めるため、リッキーに誘拐される。
- セバスチャン・バック

シーズン7に登場。ジュリアン、リッキー、バブルスと、リッキーの栽培したマリファナをアメリカに密輸する計画を立てる。